# Dieter Kock
Dieter Kock (* 16. Januar 1937 in Posen; † 21. November 2018) war ein deutscher Mammaloge, der sich vornehmlich mit Fledertieren und afrikanischen Säugetieren befasste.

## Leben
Kock studierte nach dem Abitur in den Hauptfächern Biologie, Physik und Chemie sowie in den Nebenfächern Tiermedizin, Geographie und Pflanzenschutz an der Justus-Liebig-Universität Gießen. 1968 wurde mit der Dissertation Die Fledermaus-Fauna des Sudan (Mammalia, Chiroptera) unter der Leitung von Wulf Emmo Ankel im Fach Zoologie zum Doktor der Naturwissenschaften promoviert.
Kock führte mehrere Sammelexkursionen durch, darunter nach Tunesien (mehrfach ab 1959), in den Sudan (1960–1963), Kolumbien (1966), Ostafrika (1969–1971, 1975), Türkei und Ägäis (1971–1973, 1978), Französisch-Guyana (1985), Naher Osten (1988–1989, 1992) und Saudi-Arabien (1992).
Kock war auch als Gutachter für die Deutsche Gesellschaft für Technische Zusammenarbeit (GTZ) in Kenia (1969–1971), Marokko (1975–1976), im Iran (1975), Niger (1976), Portugal (1979), Bangladesch (1981) und Burma (1987) tätig, wobei er sich vor allem mit der Erfassung von Schadnagervorkommen und mit Maßnahmen des Pflanzenschutzes befasste.
National war er von 1971 (ab Oktober 1973 festangestellt) bis 2002 wissenschaftlicher Mitarbeiter am Senckenberg Naturmuseum, wo er sich der Taxonomie und Zoogeographie der Säugetiere (insbesondere Fledermäuse) und ihrer Ektoparasiten widmete. Er engagierte sich in Fragen des Arten- und Umweltschutzes. Er war im Beirat für das Washingtoner Artenschutzübereinkommen beim Bundesamt für Naturschutz in Bonn, stellvertretendes Mitglied beim Naturschutzbeirat des Regierungspräsidiums Darmstadt und Mitglied der Arbeitsgemeinschaft für Fledermausschutz in Hessen.
Kock veröffentlichte über 200 wissenschaftliche Arbeiten, darunter die Erstbeschreibungen zu Phyllomys pattoni, Suncus mertensi, Alionycteris paucidentata (einschließlich der monotypischen Gattung Alionycteris), Otopteropus cartilagonodus (einschließlich der monotypischen Gattung Otopteropus), Pteropus anetianus motalavae, Pteropus anetianus pastoris, Pteropus fundatus, Rousettus obliviosus, Rhinolophus maendeleo, Rhinolophus ziama, Hipposideros hypophyllus, Hipposideros orbiculus, Hipposideros rotalis, Rhinopoma microphyllum asirensis, Nycteris thebaica najdiya, Arielulus aureocollaris, Neoromicia nanus meesteri und Civettictis civetta pauli.
In Zusammenarbeit mit Derek W. Yalden und Malcolm J. Largen gab Kock von 1974 bis 1996 den siebenteiligen Catalogue of the Mammals of Ethiopia heraus.
Von 1977 bis 1992 war er Schriftleiter bei der Zeitschrift Senckenbergiana biologica.

## Dedikationsnamen
2005 benannte die australische Mammalogin Meredith Happold das Kock-Mausohr (Myotis dieteri) aus der Republik Kongo zu Ehren von Dieter Kock.